# Portrait de Barbara Holper
Le Portrait de Barbara Holper (Portrait de la mère) est une peinture à l'huile sur panneau (47 x 38 cm) d'Albrecht Dürer, datant de 1490 environ, et conservée au Germanisches Nationalmuseum de Nuremberg. La toile formait auparavant la partie gauche d'un diptyque avec le Portrait de son père à la Galerie des Offices, signé et daté de 1490. 

## Histoire
Le portrait a probablement été réalisé à la veille du départ de l'artiste de Nuremberg, et constitue l'une de ses plus anciennes peintures connues.
Le diptyque des portraits des parents a été divisé entre 1588 et 1628 : l'effigie du père, peut-être vendu par Willibald Imhoff de Nuremberg, est entré dans la collection de l'empereur Rodolphe II, et en possession des grands-ducs de Toscane, il est depuis resté à Florence; celle de la mère ne fut redécouverte qu'en 1979 dans le musée de Nuremberg. Le portrait de la mère a été vendu à une époque ignorée à la famille patricienne Imhoff de Nuremberg; il était alors en possession d'un collectionneur français, et est arrivé au Musée National Germanique de Nuremberg en 1925, mais non reconnu comme tel; c'est seulement en 1979 qu'on a établi qu'il s'agissait bien du tableau, que l'on croyait perdu, qui formait le diptyque avec celui du père, conservé aux Offices.
Le fait que les deux œuvres forment un diptyque est également étayé par le fait qu'au dos du portrait paternel, l'artiste a peint les armoiries des Dürer-Holper. 
Le portrait de la mère est peut-être le seul que, dans les années 1630 Willibald Imhof de Nuremberg a essayé de vendre à Maximilien Ier, roi de Bavière, toutefois, rejeté comme non original. Aujourd'hui encore, certains auteurs ne croient pas ce tableau complètement autographe.

## Description et style
La mère de Dürer est dépeinte en demi-figure, tournée de trois quarts vers la droite sur un fond sombre, verdâtre. Les mains, tenant un chapelet aux grains rouges, sont bien évidentes, en conformité avec les modèles de la peinture flamande. Les vêtements de la femme sont typiques de la région, avec une veste rouge ouverte sur sa poitrine, révélant un aperçu de la chemise blanche, alors que sur la tête une grande coiffe blanche, retenant les cheveux, tombe avec un rabat sur l'épaule de la femme. Le regard est intense et tourné à droite, vers le mari. 
Le dessin et le modèle révèlent une remarquable qualité artistique. Le teint clair de la femme est typique de Dürer, en comparaison avec celui plus sombre de l'homme. Le chapeau noir du mari est complémentaire à la coiffe d'un blanc lumineux de l'épouse. 

De la mère de Dürer, il y a aussi un dessin qui la représente très âgée, après la mort de son mari.

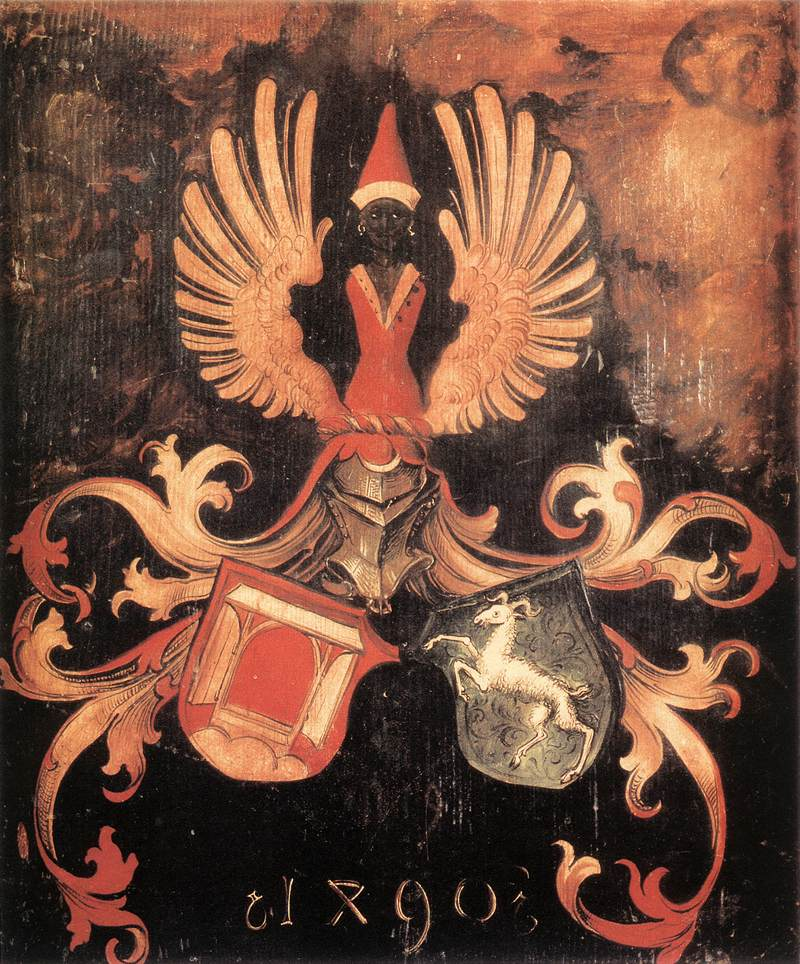
Le dos de la peinture
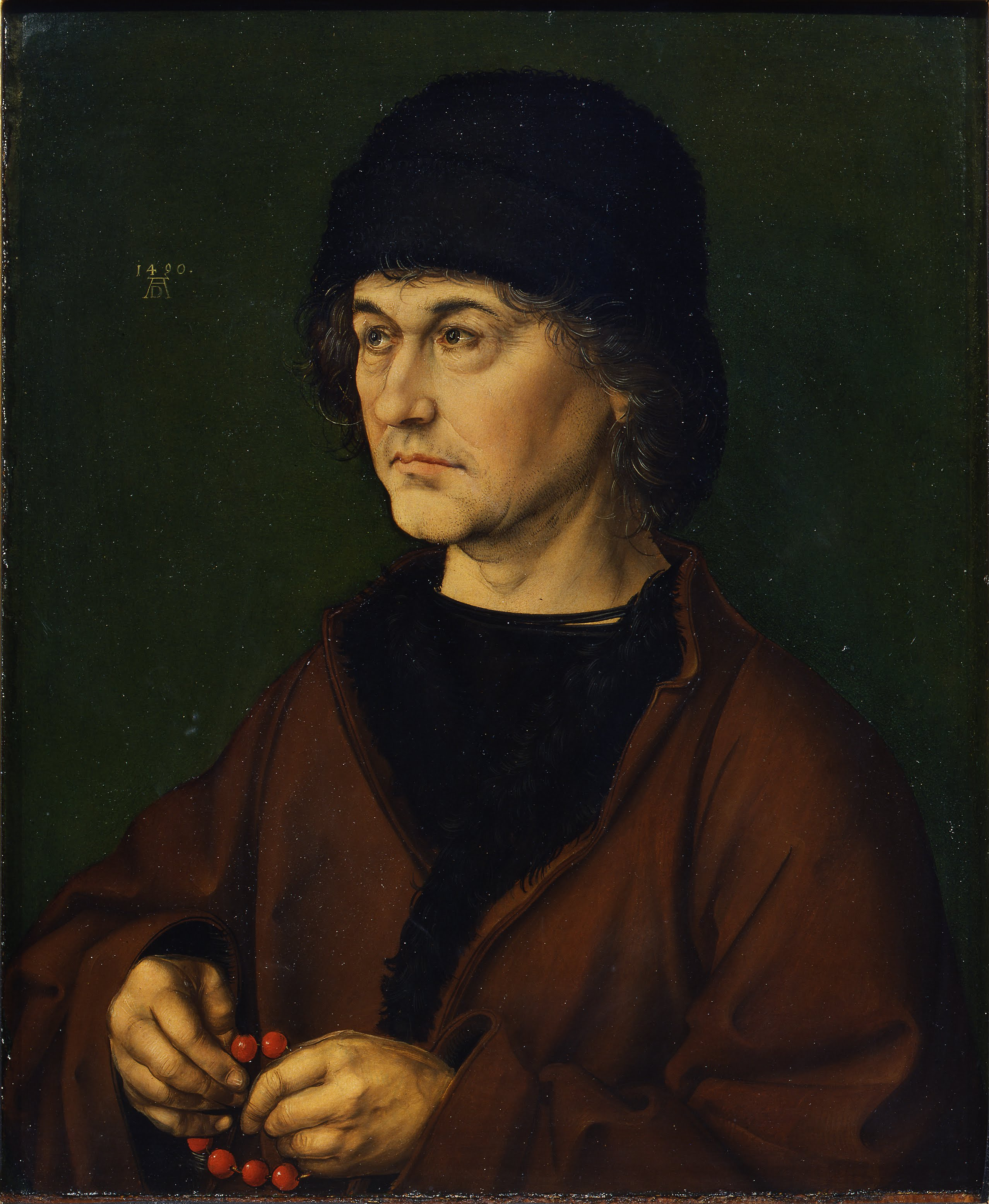
Portrait d'Albrecht Dürer l'Ancien (Offices)
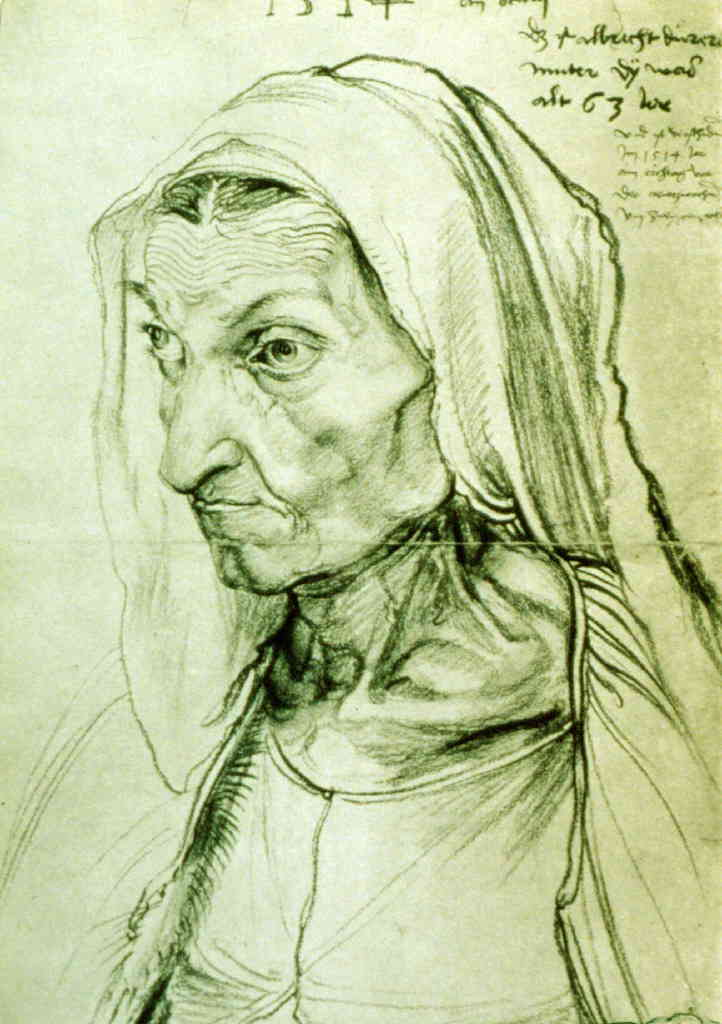
Un portrait de sa mère âgée (1514)